# Hermann Henselmann
Hermann Henselmann (Roßla, 3 febbraio 1905 – Berlino, 19 gennaio 1995) è stato un architetto tedesco.
Al suo nome sono legate alcune delle maggiori opere architettoniche realizzate nella Repubblica Democratica Tedesca.

## Opere principali
- 1929 Villa Kenwin, La Tour-de-Peilz (con Alexander Ferenczy)
- 1951 Casa alta alla Weberwiese, Berlino-Friedrichshain
- 1953–1956 Complesso residenziale Frankfurter Tor, Berlino-Friedrichshain
- 1958 Proposta per la Turm der Signale, Berlino-Mitte (presa a modello per la Fernsehturm)
- 1961–1964 Haus des Lehrers ("casa dell'insegnante") ad Alexanderplatz, Berlino-Mitte
- 1968–1970 Complesso residenziale in Leninplatz (oggi Platz der Vereinten Nationen), Berlino-Friedrichshain
- 1968 Grattacielo dell'Università "Karl Marx", Lipsia (oggi City-Hochhaus)
- 1969 Grattacielo "Zeiss", Jena, oggi JenTower